# Ecyrus
Ecyrus is een kevergeslacht uit de familie van de boktorren (Cerambycidae). De wetenschappelijke naam van het geslacht werd voor het eerst geldig gepubliceerd in 1852 door LeConte.

## Soorten
Ecyrus omvat de volgende soorten:
- Ecyrus albifrons Chemsak & Linsley, 1975
- Ecyrus arcuatus Gahan, 1892
- Ecyrus ciliatus Chemsak & Linsley, 1975
- Ecyrus dasycerus (Say, 1827)
- Ecyrus hirtipes Gahan, 1895
- Ecyrus lineicollis Chemsak & Linsley, 1975
- Ecyrus pacificus Linsley, 1942
- Ecyrus penicillatus Bates, 1880